# Laccognathus
Laccognathus — рід вимерлих лопатеперих риб родини Holoptychiidae. Були поширені в Європі та Північній Америці в девонському періоді (400—360 млн років тому). Довжина тіла досягала 2 метрів. Мали велику плоску голову з потужним ротом і маленькими очима. Можливий спосіб життя: придонні хижаки, що підстерігали жертву в засідці.

## Види
- † Laccognathus panderi  Gross, 1941
- † Laccognathus grossi  Vorobyeva, 2006
- † Laccognathus embryi  Daeschler & Down, 2011 — в довжину досягав 1,8 метра. Рештки були виявлені в алевролітових заплавних відкладеннях на острові Елсмір в Нунавуті, канадська Арктика. Був описаний у 2011 році.